# Jürgen Henckell

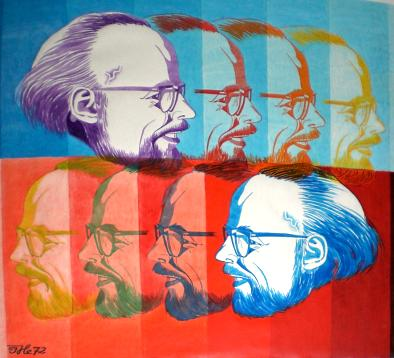
Jürgen A. Henckell, Selbstbildnis, 1972

Jürgen Arnold Henckell (* 2. August 1915 in Hamburg; † 4. August 2007 in Stühlingen) war deutscher Maler, Grafiker, Schriftsteller und Kabarettist.

## Biographie
Jürgen Henckells Vater Carl Justus arbeitete bei der Hamburger Sparkasse. Jürgen besuchte vier Jahre die Grundschule in der Knauerstraße und später die Oberrealschule in Eppendorf, in der er 1932 die Reife für die Obersekunda erreichte. Um sein zeichnerisches Talent zu entwickeln, besuchte er mit 16 Jahren von 1932 an die Hansische Hochschule für Bildende Künste. Er studierte dort bis 1938 Grafik und war Schüler von Hugo Meier-Thur.
Sein Studium unterbrach er für anderthalb Jahre, um an einem Wehrsportkursus im Trittau-Lager teilzunehmen. Er leistete ein Jahr freiwilligen Arbeitsdienst in Marne (Holstein). 1935 setzte er sein Studium fort.
Jürgen Henckell war auch schriftstellerisch tätig und musikalisch. Schon während seines Studiums erhielt er Design-Aufträge u. a. vom Hamburger Senat und von den Wempe Chronometerwerke. Später kamen auch Textaufträge zur Zigarettenwerbung für Gold Dollar hinzu. Er schrieb und zeichnete auch für die Hamburger Presse.
Neben Studium und Beruf hatte er bereits 1935 Auftritte als Kabarettist.

## Leistungen
Nach dem Studium arbeitete Jürgen, der sich bereits als Vortragskünstler erfolgreich präsentierte, mit anderen Künstlern zusammen in Hans Harbecks literarischem Kabarett „Die sieben Stichlinge“, Curiohaus, Hamburg mit. Er wirkte auch solistisch mit eigenen Texten und Kompositionen und übernahm schließlich die Programmleitung (hauptberuflich seit Okt. 1940) in Hamburgs literarischem Kabarett „Bronzekeller“ (bis zu dessen Schließung im Jahr 1943 durch Polizei und Gestapo). Danach Engagements u. a. in Theo Prosels Münchner „Simpl“, Adolf Gondrells „Bonbonniere“ und Karl Valentins „Ritterspelunken“ (die von Hans Reintjes geleitet wurde), dort wurde er schließlich auch Programmgestalter und Regisseur. Willi Schaeffers holte ihn 1943 als Klavierhumorist und Conférencier in sein Berliner „Kabarett der Komiker“. Dort hat Henckell u. a. mit Peter Frankenfeld und Georg Thomalla zusammengearbeitet.
Kabarett
Im Jahr 1943 heiratete Jürgen Henckell Annedore Siemann. In dieser Zeit war er auf seiner kabarettistischen Schlesien-Tournee mit der „Bonbonniere“, München, deren Programmleitung ihm von Adolf Gondrell übertragen wurde. Henckell erfreute das Publikum als Klavierhumorist, Moderator und Texter. 1944 wurde München jedoch ausgebombt – so zog er monatelang auf Tournee von München nach Blumberg im Schwarzwald-Baar-Kreis (Baden-Württemberg), wo er bis zu seinem Tod lebte.
Durch die Lehrjahre in der Münchner „Bonbonniere“ ermutigt, gründete Jürgen Henckell gleich nach dem Zweiten Weltkrieg im Herbst 1945 in Schwenningen eine Gastspieldirektion. Er schuf das erste südwestdeutsche Reisekabarett Tournee auf Touren, das sich zum Kabarettimen Theater: Der Widerspiegel weiter entwickelte. Zu seinen von ihm engagierten Darstellern gehörten Editha Stoll, Anna Frank, Gebhardt „Eddi“ Arendt und Rolf Schimpf.
Auftritte
- 1949 gastierte der „Widerspiegel“ bei „Mutter Ey“, Krefeld im „Seidenfaden“.
- Bis Anfang 1952 (sechs Jahre) erfolgreiche Gastspiele in der ganzen Bundesrepublik, u. a. Berlin, München, Köln, Düsseldorf, Flensburg, Bonn, Hannover, Stuttgart und Konstanz. Er war überaus erfolgreich unterwegs und schuf 16 literarisch-satirische Programme aus eigener Feder (als Texter, Komponist, Bühnenbildner, Darsteller und Regisseur) und leitete u. a. „Wir fallen aus dem Rahmen“, „Neues aus dem Henckell-Töpfchen“, „Welten hinter Gittern“, „Im Gegenteil: Menschlich gesehen!“, „An die Wand! Marsch, marsch!“, „Ins Fettnäpfchen“, „Weitergehen! Nicht stehenbleiben!“, „Zwischen Herz und Hirn“, „Pack' die Drillichhose ein!“, „Reserve hat keine Ruh“ (siehe auch „Kürschners Deutscher Literatur-Kalender“, de Gruyter Verlag, Berlin). U.a. Monatsgastspiele in Werner Fincks „Mausefalle“, Stuttgart; „Kleines Theater im Zoo“, Frankfurt; Willi Schaeffers’ „Kabarett der Komiker“, Berlin; „Brennessel“, Köln; Rudolf Schündlers „Schaubude“, München; sowie in Stadttheatern von Konstanz bis Flensburg. Dazu viele Funksendungen (Stuttgart, Heidelberg).

## Maler, Grafiker, Karikaturist
Jürgen Henckell besuchte ab 1967 nahezu jährlich die Insel Sizilien, die schöpferisch bestimmend wirkte. So inspiriert schuf er seine Romane „Unkraut des Himmels“, „Wecken in der Dämmerung“.
Dann (ab 1971) begann er zu malen und schuf seine beeindruckende Pierragen (Steinbilder) und den Sizilien-Zyklus (zeitkritisch).
Seine Werke waren zu sehen in Einzelausstellungen in Hamburg, Berlin, München und Singen; sowie in Ausstellungsbeteiligungen in Baden-Württemberg, in der Schweiz, Österreich und Frankreich. Einige seiner Werke sind im Besitz der Bundesregierung, des Regierungspräsidiums Freiburg, der Stadt Donaueschingen sowie Kunstsammlern in der Deutschland, Schweiz und Liechtenstein. Ihm wurden die grafische Gestaltung von Blumberger Werbeprospekten anvertraut; von Plakaten, Prospekten und Autoklebern für die „Museumsbahn Wutachtal“, und für das Logo der Werbegemeinschaft Blumberg. Auch für die Gestaltung in und an öffentlichen Gebäuden wurde Jürgen Henckell beauftragt, so erstellte er große Wandbilder in der Mehrzweckhalle von Blumberg-Riedöschingen und eine große Wandgestaltung im Foyer der Blumberger Sporthalle.

## Ehrenamtliches
Im Jahr 1971 wurde Jürgen Gründungsmitglied der Künstlergilde Donaueschingen und amtierte dort mehrere Jahre als Gremiumsmitglied, Juror und Gilde-Sprecher. Auch war er Mitglied im Kunstverein Konstanz. Weiter engagierte er sich beginnend 1973 als Mitglied im Internationalen Bodensee-Klub e. V., war dort 1975 und 1992 Präsidialmitglied und bis zur Jahrtausendwende Leiter der Sektion West in der Fachgruppe Bildende Künste. Auch dozierte er mehrere Jahre die VHS-Kurse „Zeichnen und Malen“.
Von 1973 bis 1992 gestaltete Henckell rund 1000 Glossar-Zeichnungen für den „Albboten“, Waldshut. Diese signierte er oft mit jühe, was auch sein Kürzel für Zeitungsartikel war. Von 1977 an bis kurz vor seinem Lebensende war er Organisator von regionalen und überregionalen Blumberger Kunstausstellungen (die 25. im Jahre 2004) und wirkte vielfältig als Juror bei zahlreichen anderen Ausstellungen mit. Für seine aktiven, oft ehrenamtlichen Tätigkeiten für die Kultur wurde Jürgen Henckell 1995 das Bundesverdienstkreuz durch Bundespräsident Roman Herzog verliehen.

## Schriftsteller
Jürgen Henckell konzentrierte sich ab 1952 auf die Tätigkeiten als freier Schriftsteller und Grafiker. Über 20 Zeitschriften- und Zeitungsromane wurden veröffentlicht. Hinzu kamen auch mehrere Buchromane. Ab 1962 war er freier Mitarbeiter beim Süddeutschen Rundfunk für Hörspiel-Serien.
Pseudonyme
Tilo Tilman, Laura Saint-Pierre, Bert Lommer, Ronald Randen, Jorge Aselha, Nikolaus (Nicolas) Monti und Tilman Stark.

## Schriften

### Bücher
- 1944 Das schwarze Schiff (Kranich Verlag, Berlin)
- 1959 Taube mit schmutzigen Flügeln (Deckerverlag, Stuttgart)
- 1959 Zij zaagen de Dood (Vierzehn fielen vom Himmel (1954)) – auch flämisch übersetzt: 1961
- 1960 Heimkehr ins Paradies (Deckerverlag, Stuttgart) – auch holl. übersetzt: 1965/66 „Eiland der verboden Listen“
- 1968 Unkraut des Himmels (Schneekluth Verlag, München)
- 1972 Wecken in der Dämmerung (Goldenes Strandgut) (Zettner Verlag, Darmstadt)

### Fortsetzungs-Romane
- 1953/54 Die Straße der Verlorenen
- 1954 Vierzehn fielen vom Himmel; Der Mann im Moor; Die Sünden der Väter
- 1954/55 Das Schicksal heißt Wasser
- 1955 Die doppelte Straße; Landeplatz des Teufels
- 1956 Es begann auf Bahnsteig 4; Geh nach Venedig; Das gestohlene Antlitz; Schwarze Finger, weiße Westen
- 1957 Petra und der Unsichtbare; Die Reise nach Meersburg
- 1957/58 Schlangen im Paradies
- 1958 Romanze am See
- 1959 In einem Jahr
- 1960/61 Ruf aus der Tiefe; Jeder muss durch seine Hölle